# Eastern Conference (NHL)

Aktuelles Logo der Eastern Conference

Die Eastern Conference ist eine der zwei Conferences in der höchsten nordamerikanischen Eishockeyliga, der National Hockey League. Sie enthält insgesamt 16 der 32 Teams der NHL und ist in zwei Divisions aufgeteilt: In die Atlantic Division und die Metropolitan Division.

## Geschichte
Die Eastern Conference besteht seit der Saison 1993/94 unter ihrem jetzigen Namen, der ihr verliehen wurde, um die NHL an das geographische Namenssystem anderer US-Sportligen (z. B. NBA) anzugleichen. Die Eastern Conference ist Nachfolgerin der Prince of Wales Conference, die 1974/75 gegründet wurde, als die NHL nach fortschreitenden Expansionen zu groß für zwei Divisions wurde.
Bis 1998 gab es nur zwei Divisions und einen divisionbasierenden Playoff-Modus, in dem die vier besten Teams einer Division um den Divisionsieg und dann die beiden Sieger um den Conference-Titel spielten. Mit weiterer Expansion der NHL war das nicht mehr möglich. So wurde die Southeast Division in der Saison 1998/99 hinzugefügt und der ein anderer Playoffmodus eingeführt, bei dem die drei Divisionssieger direkt gesetzt sind und die verbleibenden fünf Plätze mit den punktbesten Mannschaften aller Divisionen aufgefüllt wurden.
Mit Beginn der Saison 2013/14 wurde das bestehende Konzept erneut verändert. Durch die Aufnahme neuer Teams wie den Minnesota Wild und den Columbus Blue Jackets sowie den Umzug der Atlanta Thrashers nach Winnipeg machte die neue geographische Verteilung eine Neuorganisation nötig. Dazu wurde die Southeast Division aufgelöst und die Atlantic in Metropolitan Division umbenannt, während die ehemalige Northeast Division nun Atlantic Division heißt; zudem wechselten die Detroit Red Wings und die Columbus Blue Jackets in die Eastern Conference, während die Winnipeg Jets in die entgegengesetzte Richtung tauschten. Damit ergeben sich 16 Teams in der Eastern Conference, die zu je acht Mannschaften auf die beiden verbliebenen Divisions (Atlantic und Metropolitan) aufgeteilt wurden.
Mit dieser Umstrukturierung änderte sich auch die Vergabe der Play-off-Plätze. In den nun zwei Divisions sind die drei ersten Mannschaften nach Abschluss der regulären Saison direkt für die Play-offs qualifiziert, während die verbleibenden zwei Plätze mit den punktbesten aus beiden Divisions aufgefüllt werden. Damit ist es auch möglich, dass eine Division fünf Mannschaften für die Play-offs stellt und die andere nur drei. Der Sieger der Play-offs der Eastern Conference erhält die Prince of Wales Trophy und spielt gegen den Sieger der Western Conference um den Stanley Cup.

## Teams

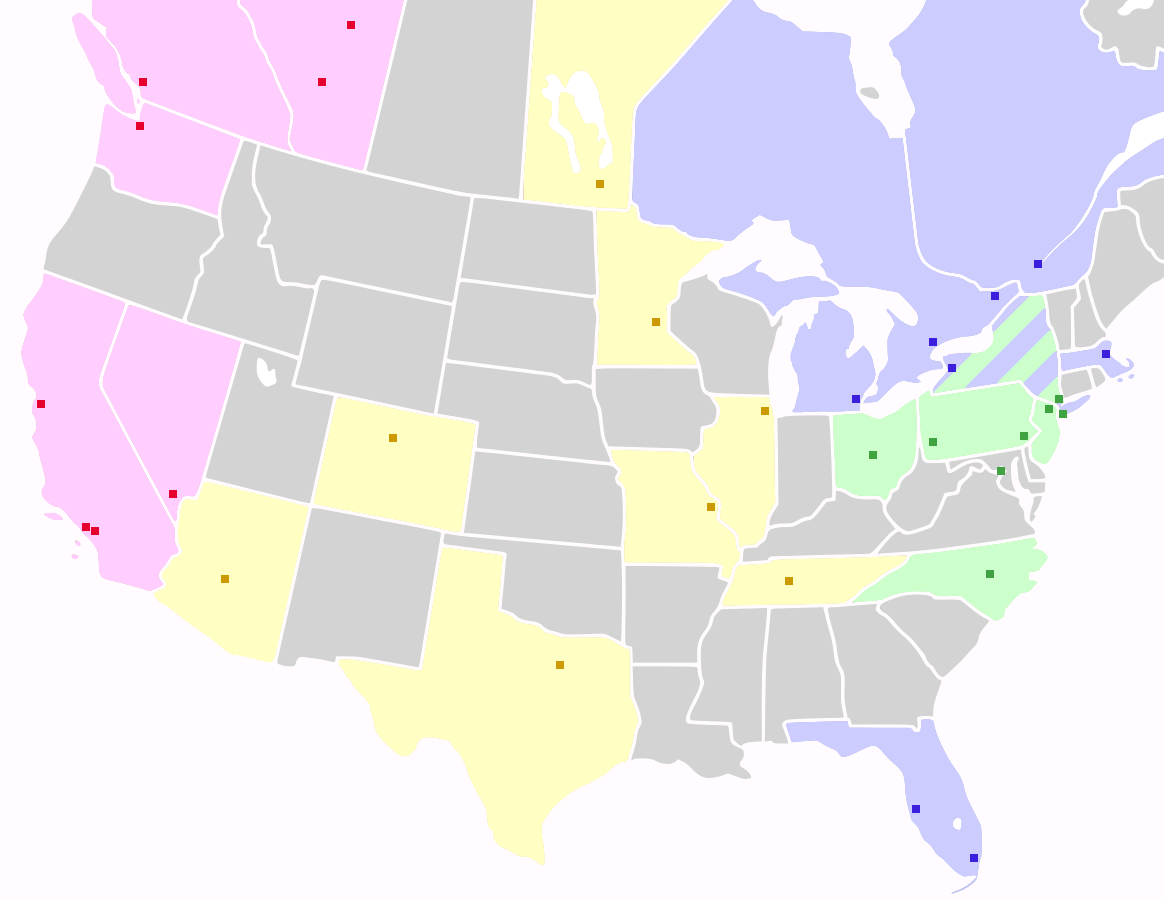
NHL Übersichtskarte

| Atlantic Division (rechts in der Karte in blau) | Metropolitan Division (rechts in der Karte in grün) |
| --- | --- |
| - Boston Bruins - Buffalo Sabres - Detroit Red Wings - Florida Panthers - Canadiens de Montréal - Ottawa Senators - Tampa Bay Lightning - Toronto Maple Leafs | - Carolina Hurricanes - Columbus Blue Jackets - New Jersey Devils - New York Islanders - New York Rangers - Philadelphia Flyers - Pittsburgh Penguins - Washington Capitals |

## Sieger

Logo der Eastern Conference von 1993 bis 1997

Logo der Eastern Conference von 1997 bis 2006

| Jahr    | Reguläre Saison            | Playoffs                   |
| ------- | -------------------------- | -------------------------- |
| 1993/94 | New York Rangers           | New York Rangers           |
| 1994/95 | Quebec Nordiques           | New Jersey Devils          |
| 1995/96 | Philadelphia Flyers        | Florida Panthers           |
| 1996/97 | New Jersey Devils          | Philadelphia Flyers        |
| 1997/98 | New Jersey Devils          | Washington Capitals        |
| 1998/99 | New Jersey Devils          | Buffalo Sabres             |
| 1999/00 | Philadelphia Flyers        | New Jersey Devils          |
| 2000/01 | New Jersey Devils          | New Jersey Devils          |
| 2001/02 | Boston Bruins              | Carolina Hurricanes        |
| 2002/03 | Ottawa Senators            | New Jersey Devils          |
| 2003/04 | Tampa Bay Lightning        | Tampa Bay Lightning        |
| 2004/05 | Lockout                    | Lockout                    |
| 2005/06 | Ottawa Senators            | Carolina Hurricanes        |
| 2006/07 | Buffalo Sabres             | Ottawa Senators            |
| 2007/08 | Montréal Canadiens         | Pittsburgh Penguins        |
| 2008/09 | Boston Bruins              | Pittsburgh Penguins        |
| 2009/10 | Washington Capitals        | Philadelphia Flyers        |
| 2010/11 | Washington Capitals        | Boston Bruins              |
| 2011/12 | New York Rangers           | New Jersey Devils          |
| 2012/13 | Pittsburgh Penguins        | Boston Bruins              |
| 2013/14 | Boston Bruins              | New York Rangers           |
| 2014/15 | New York Rangers           | Tampa Bay Lightning        |
| 2015/16 | Washington Capitals        | Pittsburgh Penguins        |
| 2016/17 | Washington Capitals        | Pittsburgh Penguins        |
| 2017/18 | Tampa Bay Lightning        | Washington Capitals        |
| 2018/19 | Tampa Bay Lightning        | Boston Bruins              |
| 2019/20 | Boston Bruins              | Tampa Bay Lightning        |
| 2020/21 | temporär keine Conferences | temporär keine Conferences |
| 2021/22 | Florida Panthers           | Tampa Bay Lightning        |
| 2022/23 | Boston Bruins              | Florida Panthers           |
| 2023/24 | New York Rangers           | Florida Panthers           |
| 2024/25 | Washington Capitals        | Florida Panthers           |